# Tokyo 24-ku
Tokyo 24-ku (東京24区 Tōkyō Nijūyon-ku?) es una serie de anime original japonés producido por el estudio CloverWorks. La serie se estrenó el 5 de enero de 2022.

## Sinopsis
La historia se sitúa en una isla artificial conocida como “Distrito 24”. En ese lugar viven tres amigos que se conocen desde la infancia: Ran, Koki y Shuta. Los tres tienen diferentes posiciones sociales, pasatiempos y personalidades, pero siempre están juntos. Sin embargo, sus relaciones cambiarán drásticamente después de cierto incidente. En una ceremonia conmemorativa un año después del mencionado incidente, los tres se reencuentran y todos sus teléfonos comienzan a sonar a la vez. La llamada telefónica es de un amigo que pensaban que estaba muerto, instándolos a “elegir el futuro”. Es así, como cada uno de ellos creerá en su propia manera de hacer las cosas para proteger el futuro de la gente del Distrito 24.

## Personajes
Ran Akagi (朱城ラン Akagi Ran?)
 Seiyū: Yuma Uchida
Koki Suido (翠堂コウキ Suidō Kōki?)
 Seiyū: Kaito Ishikawa
Shūta Aoi (蒼生シュウタ Aoi Shūta?)
 Seiyū: Junya Enoki
Asumi Suidō (翠堂アスミ Suidō Asumi?)
 Seiyū: Manaka Iwami
Mari Sakuragi (櫻木まり Sakuragi Mari?)
 Seiyū: Yui Makino
Kinako (きなこ?)
 Seiyū: Nanami Tomaru
Sakiko Tsuzuragawa (黒葛川早紀子 Tsuzuragawa Sakiko?)
 Seiyū: Hitomi Nabatame
Gori Suidō (翠堂豪理 Suidō Gori?)
 Seiyū: Taiten Kusunoki
Kanae Suidō (翠堂香苗 Suidō Kanae?)
 Seiyū: Sayaka Ohara
Kunai (クナイ?)
 Seiyū: Sōma Saitō
Yamamori (ヤマモリ?)
 Seiyū: Atsushi Imaruoka
Lucky (ラッキー Rakkī?)
 Seiyū: Eri Kitamura
Hiroki Shirakaba (白樺広樹 Shirakaba Hiroki?)
 Seiyū: Yōji Ueda
Kozue Shirakaba (白樺梢 Shirakaba Kozue?)
 Seiyū: Rina Hidaka
Wataru Tsukushi (筑紫渉 Tsukushi Wataru?)
 Seiyū: Yūichi Nakamura (actor nacido en 1980)
Kana Shishido (宍戸花奈 Shishido Kana?)
 Seiyū: Yumiri Hanamori
Kaoru Shindō (進藤薫 Shindō Kaoru?)
 Seiyū: Hiroya Egashira

## Producción
El 24 de octubre de 2021, CloverWorks anunció que está produciendo una serie de televisión de anime original titulada Tokyo 24-ku. La serie está dirigida por Naokatsu Tsuda, con Vio Shimokura escribiendo y supervisando los guiones de la serie, Shuji Sogabe y Kanako Nono diseñando los personajes, Takahiro Kishida adaptando esos diseños para la animación y Hideyuki Fukasawa componiendo la música de la serie. Se estrenó el 5 de enero de 2022. Survive Said the Prophet interpreta el tema de apertura de la serie "Paper Sky", mientras que Junya Enoki, Yuma Uchida y Kaito Ishikawa interpretan el tema de cierre de la serie "255,255,255". Crunchyroll obtuvo la licencia de la serie fuera de Asia. Plus Media Networks Asia obtuvo la licencia de la serie en el sudeste asiático y la lanzó en Aniplus Asia.

## Episodios
| N.º | Título | Dirigido por                                  | Escrito por   | Fecha de emisión original |
| --- | --- | --------------------------------------------- | ------------- | ------------------------- |
| 1   | «RGB» | Naokatsu TsudaHidetoshi TakahashiŌri Yasukawa | Vio Shimokura | 5 de enero de 2022        |
| 2   | «Graffiti Sepia» Transcripción: «Sepia Gurafiti» (en japonés: セピア・グラフィティ)                          | Kakushi Ifuku                                 | Vio Shimokura | 12 de enero de 2022       |
| 3   | «Hoy aquí, mañana no» Transcripción: «Asa ni wa Kōgan Arite» (en japonés: 朝には紅顔ありて)                  | Ryō Kodama                                    | Vio Shimokura | 19 de enero de 2022       |
| 4   | «Ciudad plateada» Transcripción: «Nibiiro no Machi» (en japonés: 鈍色の街)                                   | Shin'ichirō Ushijima                          | Vio Shimokura | 26 de enero de 2022       |
| 5   | «Línea roja» Transcripción: «Reddorain» (en japonés: レッドライン)                                           | Hidetoshi Takahashi                           | Vio Shimokura | 2 de febrero de 2022      |
| 6   | «Bajo la flor verde» Transcripción: «Suika no Moto ni» (en japonés: 翠花の下に)                              | Ken Sanuma                                    | Vio Shimokura | 9 de febrero de 2022      |
| 7   | «Sunrise Dorado» Transcripción: «Kogane Sanraizu» (en japonés: 黄金サンライズ)                               | Kei Kamura                                    | Vio Shimokura | 23 de febrero de 2022     |
| 8   | «Carneades» Transcripción: «Kuroi Kiri» (en japonés: 黒い霧)                                                 | Tsurumi Mukōyama                              | Vio Shimokura | 2 de marzo de 2022        |
| 9   | «Sal plateada» Transcripción: «Shirubā Soruto» (en japonés: シルバーソルト)                                  | Yukiko Imai                                   | Vio Shimokura | 9 de marzo de 2022        |
| 9.5 | «Reversal Film»                                                                                              | Takashi Konishi                               | —             | 16 de marzo de 2022       |
| 10  | «Confesiones de una máscara» Transcripción: «Kamen no Kokuhaku» (en japonés: 仮面の告白)                     | Ryō Kodama                                    | Vio Shimokura | 23 de marzo de 2022       |
| 11  | «Mezcla de colores» Transcripción: «Aditibu Karā Mikusuchā» (en japonés: アディティブ・カラー・ミクスチャー) | Ōri Yasukawa                                  | Vio Shimokura | 30 de marzo de 2022       |
| 12  | «Youth 24th Ward» Transcripción: «Seishun Nijūyon-ku» (en japonés: 青春24区)                                 | Hidetoshi Takahashi                           | Vio Shimokura | 6 de abril de 2022        |